# Heather Ann Thompson
Heather Ann Thompson (17 août 1963) est une historienne, écrivaine et conférencière américaine.
En 2017, elle remporte le prix Pulitzer d'histoire pour son ouvrage Blood in the Water: The Attica Prison Uprising of 1971 and Its Legacy (en).

## Biographie
Thompson est née à Lawrence au Kansas. Ses parents sont Ann Curry Thompson, avocate à Detroit, et Frank Wilson Thompson Jr, professeur d'économie à l'université du Michigan. Elle passe son enfance dans le quartier de Bloomington, et à Oxford, en Angleterre. À l'adolescence, sa famille et elle déménagent dans le voisinage du Rosedale Park, un quartier de Detroit, dans le Michigan. Thompson sort diplômée de la Cass Technical High School (en).
Elle poursuit ses études à l'université du Michigan, et obtient son master en 1987. Elle fait son doctorat, qu'elle décroche en 1995, à l'université de Princeton. Heather Ann Thompson est professeure à l'université de Caroline du Nord à Charlotte de 1997 à 2009, puis à l'université Temple, à Philadelphie, de 2009 à 2015. En 2015, elle retourne dans la région de Detroit, quand elle accepte, de même que son mari, l'historien Jonathan Daniel Wells, des postes d'enseignants à l'université du Michigan. Thompson écrit pour plusieurs journaux et revues sur les thématiques de l’incarcération et de son histoire, comme le New York Times, Newsweek, The Washington Post, NBC, ou encore le Time. Thompson siège au conseil d'administration de la Prison Policy Initiative,. 
Elle a publié plusieurs ouvrages. En 2016, sort Blood in the Water: The Attica Prison Rebellion of 1971 and its Legacy. En 2001, elle publie Whose Detroit: Politics, Labor and Race in a Modern American City. Elle dirige aussi Speaking Out: Protest and Activism in the 1960s and 1970s. Elle est nommée Distinguished Lecturer, un titre équivalent à maitre de conférence émérite, par l'Organization of American historians.

## Recherches

### Blood in the Water: The Attica Prison Rebellion of 1971 and its Legacy
Son ouvrage Blood in the Water: The Attica Prison Rebellion of 1971 and its Legacy est le résultat de dix années de recherches, et constitue l'ouvrage de référence sur la mutinerie de la prison d'Attica. Le livre est publié en août 2016, pour coïncider avec le 45e anniversaire de cette mutinerie. Son œuvre est une étude fouillée sur les acteurs de la répression, la prison et le système américain de justice pénale. Pour réaliser son ouvrage, Thompson s'entretient avec des anciens prisonniers de la prison, des anciens otages, les familles des victimes, des avocats, des juges, et des représentants de l'État. Elle consulte aussi des documents non-accessibles au public.
L'ouvrage est couronné par le prix Pulitzer d'histoire en 2017,, ainsi que d'autres récompenses, comme le prix Bancroft.

### Whose Detroit: Politics, Labor and Race in a Modern American City
Heather Ann Thompson publie en 2001 Whose Detroit: Politics, Labor and Race in a Modern American City. L'ouvrage traite de l'histoire de la ville de Detroit dans les années 1960 et 1970. Il évoque notamment la violence policière et la réaction des mouvements activistes africains-américains, particulièrement importants à cette époque dans cette ville. Le livre est réédité à l'occasion du 50e anniversaire des émeutes de 1967 à Détroit. La réédition est augmentée de pages traitant de la banqueroute de la ville, et de l'explosion des incarcérations dans la région.